# كيمبرلي وليامز
كيمبرلي وليامز (بالإنجليزية: Kimberly Williams) هي لاعبة القفز الثلاثي جامايكية، ولدت في 3 نوفمبر 1988 في أبرشية سانت توماس ‏ في جامايكا.

## وصلات خارجية
- كيمبرلي وليامز على موقع الاتحاد الدولي لألعاب القوى (الإنجليزية)
- كيمبرلي وليامز على موقع الدوري الماسي (الإنجليزية)
- كيمبرلي وليامز على موقع TFRRS.org (الإنجليزية)
- كيمبرلي وليامز على موقع TFRRS.org (الإنجليزية)
- كيمبرلي وليامز على موقع اللجنة الأولمبية الدولية (الإنجليزية)
- كيمبرلي وليامز على موقع أوليمبيديا (الإنجليزية)
- كيمبرلي وليامز على موقع اتحاد ألعاب الكومنولث (مؤرشف) (الإنجليزية)